# Saint-Pierre-Bois
Pour les articles homonymes, voir Saint-Pierre et Bois (communes).
Saint-Pierre-Bois est une commune française située dans la circonscription administrative du Bas-Rhin et, depuis le 1er janvier 2021, dans le territoire de la Collectivité européenne d'Alsace, en région Grand Est.
Cette commune se trouve dans la région historique et culturelle d'Alsace.

## Géographie

### Localisation
Saint-Pierre-Bois est la première commune de la rive gauche du Giessen en entrant dans la vallée de Villé. Son finage revêt une conformation assez particulière puisqu'il enclave presque le territoire de Thanvillé. La commune, vaste de 730 ha, s'organise autour de la vallée de l'Estergott qui arrose aussi bien le village que son annexe de Hohwarth. Au nord, la commune est rejoint par les conteforts de l'Ungersberg (Baerenberg 540 m). À l'est et au centre, une série de collines boisées (Lattenrain 385 m, Rothe Hecken 476 m) marque le passage du Val de Villé au vignoble de la région de Barr. Au sud, la commune s'étend sur les premières pentes du massif du Berntein, qui domine Dambach-la-Ville, jusqu'au fond de la vallée du Giessen peu avant son débouché sur la plaine. Le village s'est établi le long de la vallée de l'Estergott, au pied de la belle colline du Kirchberg (380 m, église  Saint-Gilles). Le hameau de Hohwarth s'étire lui aussi le long du thalweg, sur le tracé de la route de Villé à Barr, entre le Kirchberg et le Baerenberg. Les fermes isolées de Hunswiller et des Hutten rappellent une localité disparue.

### Communes limitrophes
| Albé                           | Reichsfeld        | Blienschwiller   |
| Triembach-au-Val Saint-Maurice | Saint-Pierre-Bois | Dambach-la-Ville |
| Thanville                      | Châtenois         | Scherwiller      |

### Lieux-dits et écarts
- Hohwarth ;
- Hunschwiller ;
- Hutten.

### Villages et hameaux disparus
Le val de Villé compte quatre villages ou hameaux disparus dont plusieurs situés sur l'actuel finage de Saint-Pierre-Bois.
- Uberscheer ;
- Gundeswiller ;
- Hunschwiller ou Hundswiller ;
- Lattenrain.

### Géologie
Le territoire communal repose sur le bassin houiller de la vallée de Villé.

### Hydrographie

#### Réseau hydrographique
La commune est dans le bassin versant du Rhin au sein du bassin Rhin-Meuse. Elle est drainée par le Giessen, le ruisseau Langenthal, le ruisseau Dumpfenbach, le ruisseau le Rothen et le ruisseau l'Estergott,.
Le Giessen, d'une longueur de 34 km, prend sa source dans la commune de Urbeis et se jette  dans l'Ill à Ebersmunster, après avoir traversé 18 communes. Les caractéristiques hydrologiques du Giessen sont données par la station hydrologique située sur la commune de Thanvillé. Le débit moyen mensuel est de 1,39 m3/s. Le débit moyen journalier maximum est de 30 m3/s, atteint lors de la crue du 15 février 1990. Le débit instantané maximal est quant à lui de 31,6 m3/s, atteint le même jour.

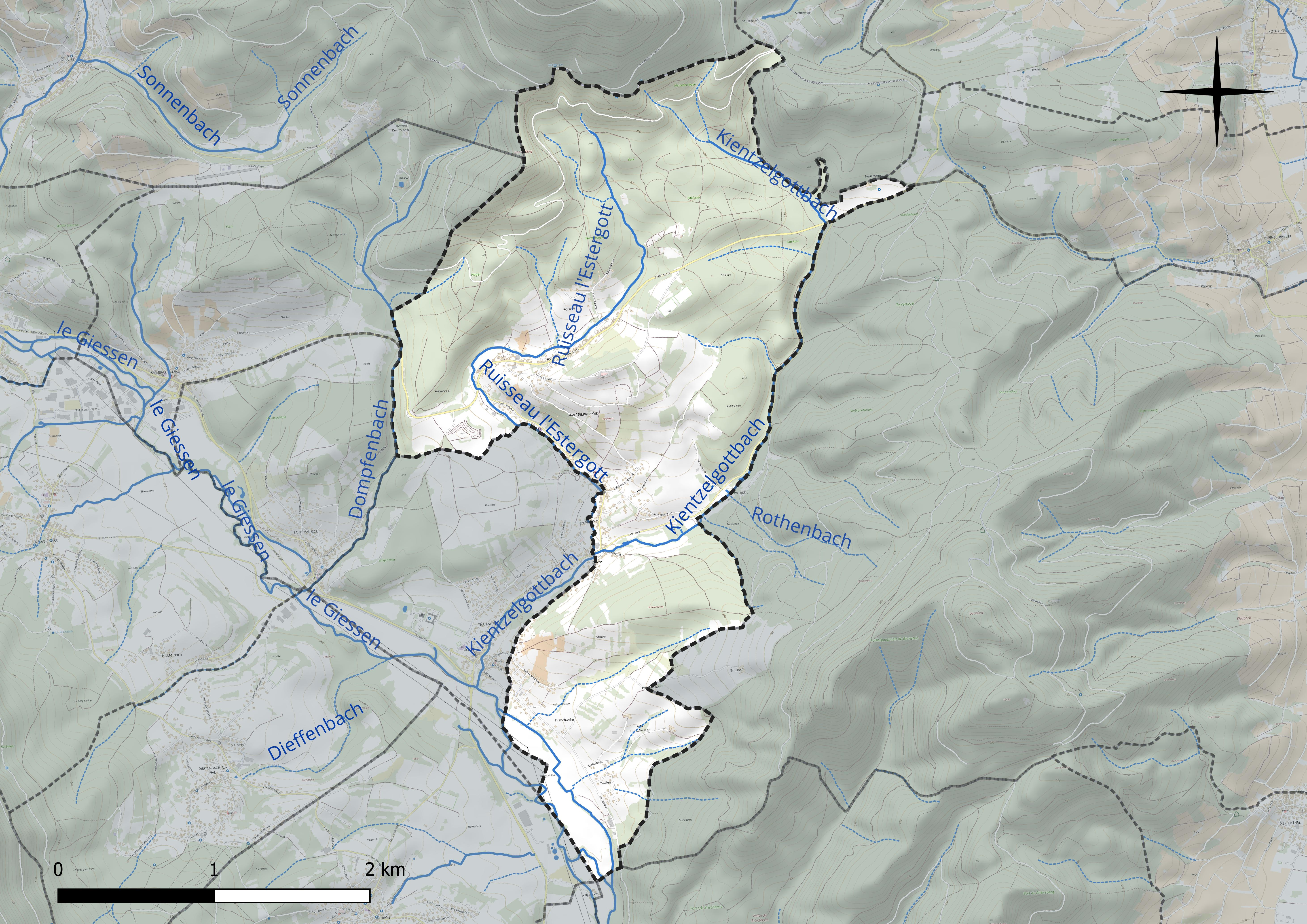
Réseau hydrographique de Saint-Pierre-Bois.

#### Gestion et qualité des eaux
Le territoire communal est couvert par le schéma d'aménagement et de gestion des eaux (SAGE) « Giessen Liepvrette ». Ce document de planification concerne les bassins versants du Giessen et de la Lièpvrette.  Son périmètre s’étend sur 317 km2. Il a été approuvé le 13 avril 2016. La structure porteuse de l'élaboration et de la mise en œuvre est le Syndicat des eaux et de l'assainissement Alsace Moselle.
La qualité des cours d’eau peut être consultée sur un site dédié géré par les agences de l’eau et l’Agence française pour la biodiversité.

### Climat
Pour des articles plus généraux, voir Climat du Grand Est et Climat du Bas-Rhin.
En 2010, le climat de la commune est de type climat des marges montargnardes, selon une étude du Centre national de la recherche scientifique s'appuyant sur une série de données couvrant la période 1971-2000. En 2020, Météo-France publie une typologie des climats de la France métropolitaine dans laquelle la commune est exposée à un climat semi-continental et est dans la région climatique Vosges, caractérisée par une pluviométrie très élevée (1 500 à 2 000 mm/an) en toutes saisons et un hiver rude (moins de 1 °C).
Pour la période 1971-2000, la température annuelle moyenne est de 10,1 °C, avec une amplitude thermique annuelle de 17,4 °C. Le cumul annuel moyen de précipitations est de 801 mm, avec 9,2 jours de précipitations en janvier et 10,2 jours en juillet. Pour la période 1991-2020, la température moyenne annuelle observée sur la station météorologique de Météo-France la plus proche, « Villé », sur la commune de Villé à 4 km à vol d'oiseau, est de 11,3 °C et le cumul annuel moyen de précipitations est de 957,7 mm. 
La température maximale relevée sur cette station est de 39,5 °C, atteinte le 13 août 2003 ; la température minimale est de −19 °C, atteinte le 7 février 1991,,.
Les paramètres climatiques de la commune ont été estimés pour le milieu du siècle (2041-2070) selon différents scénarios d'émission de gaz à effet de serre à partir des nouvelles projections climatiques de référence DRIAS-2020. Ils sont consultables sur un site dédié publié par Météo-France en novembre 2022.

## Urbanisme

### Typologie
Au 1er janvier 2024, Saint-Pierre-Bois est catégorisée commune rurale à habitat dispersé, selon la nouvelle grille communale de densité à sept niveaux définie par l'Insee en 2022.
Elle est située hors unité urbaine. Par ailleurs la commune fait partie de l'aire d'attraction de Sélestat, dont elle est une commune de la couronne,. Cette aire, qui regroupe 37 communes, est catégorisée dans les aires de 50 000 à moins de 200 000 habitants,.

### Occupation des sols
L'occupation des sols de la commune, telle qu'elle ressort de la base de données européenne d’occupation biophysique des sols Corine Land Cover (CLC), est marquée par l'importance des forêts et milieux semi-naturels (52,3 % en 2018), une proportion sensiblement équivalente à celle de 1990 (52,4 %). La répartition détaillée en 2018 est la suivante : forêts (52,3 %), zones agricoles hétérogènes (37,5 %), zones urbanisées (6,9 %), prairies (3,3 %). L'évolution de l’occupation des sols de la commune et de ses infrastructures peut être observée sur les différentes représentations cartographiques du territoire : la carte de Cassini (XVIIIe siècle), la carte d'état-major (1820-1866) et les cartes ou photos aériennes de l'IGN pour la période actuelle (1950 à aujourd'hui).

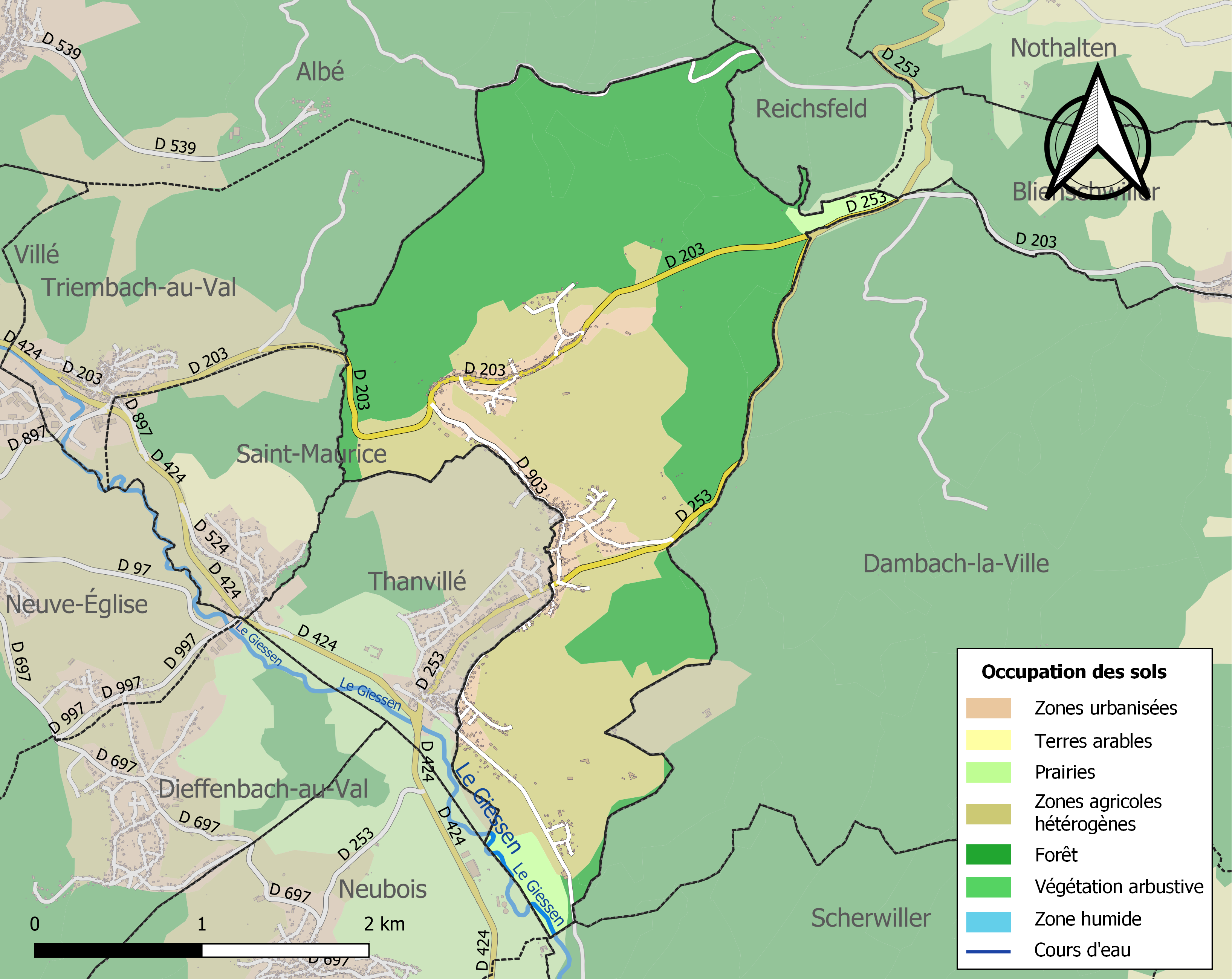
Carte des infrastructures et de l'occupation des sols de la commune en 2018 (CLC).

## Histoire

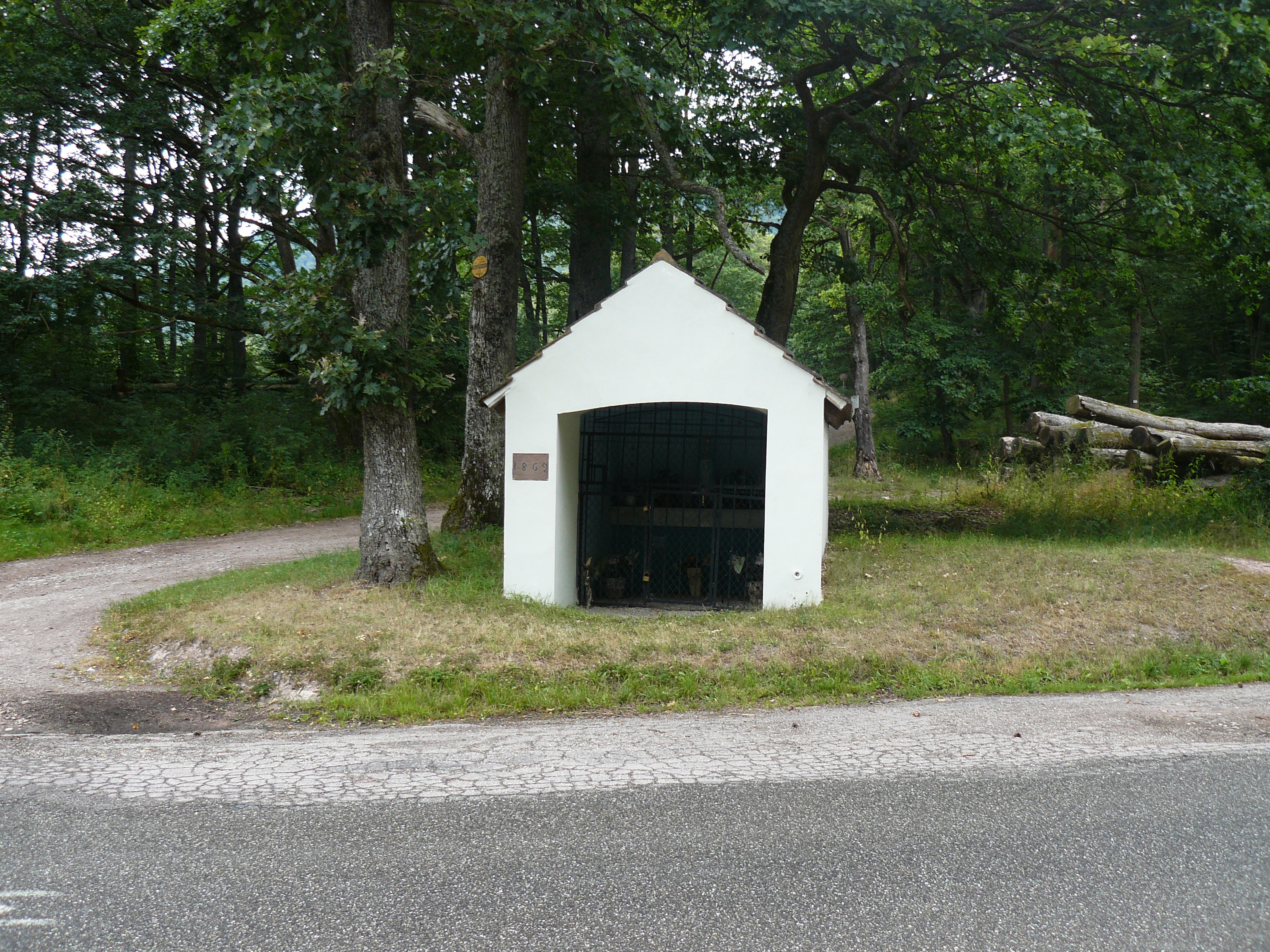
Oratoire du Altkloster (1862).

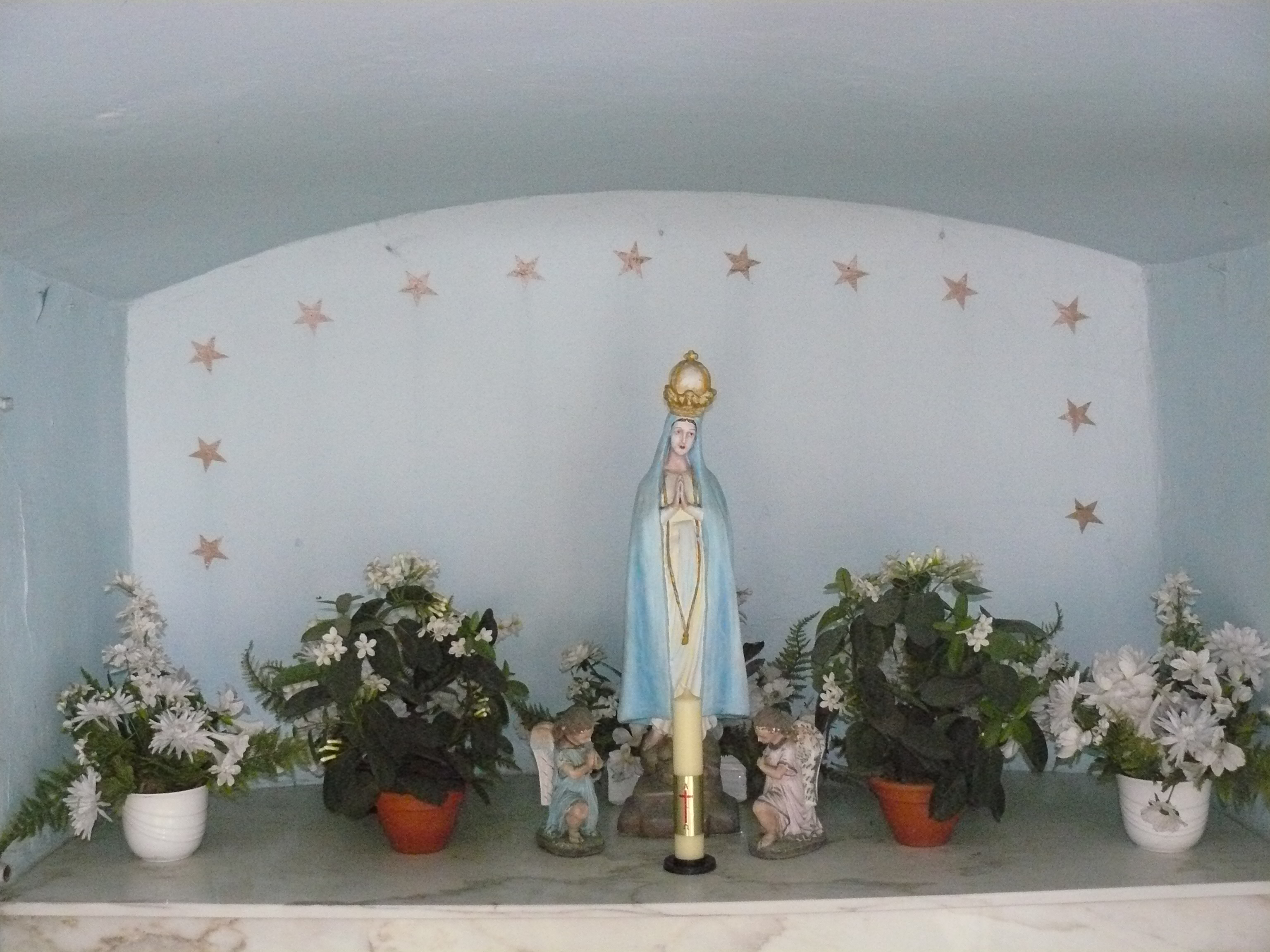
Oratoire du Altkloster au Hohwarth (1862).

### Une localité remontant auVIIesiècle
Ce village, remarquable par son église que l'on voit au loin perchée sur une colline assez élevée est visible depuis une grande partie du Val de Villé. Il doit son origine à un couvent construit dès la fin du VIIe siècle par Saint Hydulphe, abbé fondateur de l'abbaye de Moyenmoutier. Attic, duc d'Alsace, dont il avait guéri la fille sainte Odile, née aveugle, lui avait fait don de tout le territoire formant aujourd'hui la banlieue de cette commune et qui alors était couverte de forêts. Hydulphe, n'ayant plus de place à Moyenmoutier pour y loger ses nombreux fidèles, construisit un nouveau monastère sur l'emplacement même occupée aujourd'hui par l'église et lui donna pour patron saint Pierre. Peu à peu, il se forma au pied de la montagne deux villages, Saint-Pierre-Bois, qui doit son nom au couvent situé au milieu des bois, et, de l'autre côté, Hohwarth. L'abbé de l'abbaye de Moyenmoutier y consacra ses droits spirituels jusqu'à la guerre de Trente Ans et ses droits temporels jusqu'en 1604, époque à laquelle elle vendit les restes de ses possessions aux seigneurs de Thanvillé. Vers 1039, l'église primitive ayant été détruite, ainsi que le couvent, on en construisit une autre à la place de la première, laquelle subsista jusqu'en 1788, où  fut élevée l'église actuelle, à l'exception du chœur et de la tour, qui datent de 1811. La paroisse de Saint-Pierre-Bois comprenait autrefois les villages de Saint-Pierre-Bois, Thanvillé, Hohwarth et Hundswiller. Ces villages furent plusieurs fois détruits : vers 1039, dans la guerre de succession de la Lorraine ; en 1476, par les Bourguignons, pendant le siège du château d'Ortenberg, et en 1633, par les Suédois.

### Le village passe aux mains de l'évêque de Strasbourg
Le village passe au XIIe siècle aux mains de l'évêque de Strasbourg qui le cède en 1269 à Rodolphe de Habsbourg qui venait d'acquérir l'Albrechstal. En 1303, les Habsbourg font le recensement des droits et revenus dans tous leurs villages, parmi ceux-ci « Sant Peterholtz ». La localité partage dorénavant la destinée de la seigneurie de Villé et passe entre les mains de différents propriétaires.

### Le passage des Suédois
Lors du passage des Suédois en 1632, de nombreuses maisons furent détruites et une bonne partie de la population est décimée ou trouve refuge dans les bourgs fortifiés de la plaine. La « Maison des Suédois » construite en 1571 est épargnée et compte actuellement parmi les plus anciennes habitations de la vallée. Les deux villages Hundwiller et Gunderswiller ont probablement disparu à ce moment ou peut-être un peu auparavant comme le pensent certains historiens.

### Le repeuplement
Le repeuplement qui accompagne le rattachement à la France remet en valeur cette région laissée à l'abandon et en friche. Le vignoble conquiert le versant ensoleillée du Kirchberg. De belles demeures de vignerons, aux linteaux ornés de serpettes, s'édifient au XVIIIe siècle. De 20 feux en 1720, la population atteint une cinquantaine au milieu du siècle et 620 habitants lors du recensement de 1801.

### La Révolution
La Révolution française et l'Empire ne marquent pas spécialement la vie du village, mais constituent une transition entre le siècle qui s'achève et le XIXe siècle moins réjouissant malgré les conquêtes politiques et sociales de la Révolution. Saint-Pierre-Bois doit faire face à une terrible épidémie de choléra qui frappe durement le village : 32 personnes meurent de cette maladie en 1849. D'autre part, le village n'arrive plus à nourrir une population qui atteint 869 habitants en 1871.

### Les migrations
De nombreux habitants sont tentés de quitter leur commune pour connaître une meilleure vie ailleurs.  Certains vont s'établir aux États-Unis. Cette migration est encouragée par l'annexion allemande en 1871 qui suit la désastreuse guerre de 1870-1871. Elle est facilitée par la construction de la voie ferrée Val de Villé-Villé en 1891.

## Les hameaux

### Hohwarth
Appelé Villa Hohenwart en  1269. Il a la même origine que Saint-Pierre-Bois, dont il dépend, au civil comme au spirituel. Le couvent, qui se trouvait autrefois sur la montagne, ayant été détruit, un second couvent fut bâti plus tard derrière ce village, au pied de l'Ungersberg, et fut habité par les templiers jusqu'en 1312, époque de la dissolution de cet ordre. On appelle encore la place qu'il occupait Herrenhofstadt. À quelques centaines de pas de là, on voit une petite chapelle monumentale, construite en 1717, en expiation d'un sacrilège commis sur cette place. Vers 1312, on construisit, en haut du Hohwarth, un troisième couvent, qui fut détruit, en 1525, pendant la guerre des paysans. On en trouve encore des vestiges dans la forêt dite Klosterwald.

### Lattenrain
Lattenrain est localisé au lieu-dit du Klosterwald ; le nom « curia nostra Lattenrein » est cité en 1269 parmi les biens cédés par l'évêque de Strasbourg à Rodolphe de Habsbourg ; en 1303 dans le recensement des revenus de cette famille, on trouve un « Mönchhof zum Lattenrain » (ferme de moines).

## Hameaux disparus

### Hundswiller ou Hunschwiller
Hundeswilre en 1269 dépendant de la paroisse de Saint-Pierre-Bois, fut détruit par les Suédois, qui gagnèrent, près de là, une bataille sur les troupes lorraines. On y voit encore des restes d'un large et profond fossé et de retranchements que les Lorrains avaient faits en travers de la route pour empêcher le passage des Suédois. Sur l'emplacement de Hundswiller se trouve un groupe de maisons appelé Hutten (cabanes), faisant partie de Saint-Pierre-Bois. La commune avait pour marque un étui de serpette ou de hachette. La localité n'a pas entièrement disparu : il reste quelques fermes éparses aux lieux-dits Hundswiller et Klein Hundswiller.

### Uberscheer
Localité regroupant des maisons faisant partie du Comte-Ban et située sur la rive droite de la Scheer. Cet habitat est cité en 1321 et dans l'urbaire de 1362 de l'évêché de Strasbourg qui recense les biens acquis en 1359. Ce hameau a pu disparaître à la suite d'une inondation provoquée par les crues du Giessen.

### Gunderswiller
Ce hameau a laissé peu de traces dans les archives ; c'était peut-être un hameau du Haut Moyen Âge, situé sur la Route du Sel et qui n'est jamais devenu un vrai village. Il a peut-être disparu au XVe siècle. Il ne figure plus sur la carte de Specklin en 1576. L'actuelle annexe des Hütten a peut-être été construite sur l'emplacement de Gunderswiller au début du XVIIIe siècle.

### Ungersberg (920 m)
Sur l'Ungersberg (920 m) on voyait autrefois, dit la légende, une pierre appelée Fahnenstein - elle avait un trou, dans lequel les paysans révoltés lors du Bundschuh de 1493 auraient fixé, suivant la tradition, leur grande bannière au soulier lacé. La montagne leur a servi de point de ralliement.

## Politique et administration

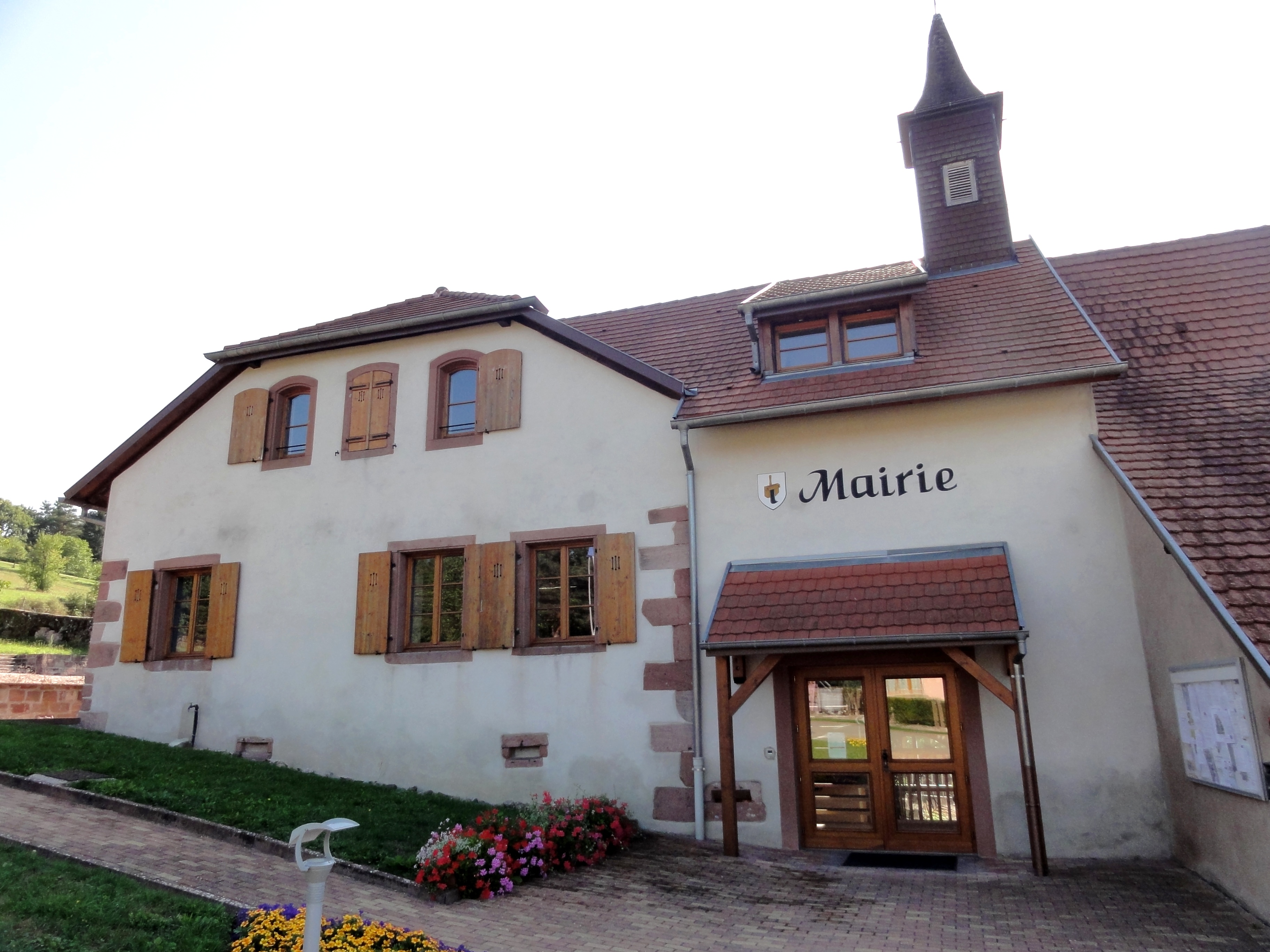
Mairie.

### Liste des maires
| Période                                  | Période                   | Identité                                   | Étiquette | Qualité |
| ---------------------------------------- | ------------------------- | ------------------------------------------ | --------- | ------- |
| Les données manquantes sont à compléter. |                           |                                            |           |         |
| mars 2001                                | 2014                      | Daniel Gross                               |           |         |
| 2014                                     | En cours (au 31 mai 2020) | Alain Meyer Réélu pour le mandat 2020-2026 |           |         |

## Population et société

### Démographie
L'évolution du nombre d'habitants est connue à travers les recensements de la population effectués dans la commune depuis 1793. Pour les communes de moins de 10 000 habitants, une enquête de recensement portant sur toute la population est réalisée tous les cinq ans, les populations de référence des années intermédiaires étant quant à elles estimées par interpolation ou extrapolation. Pour la commune, le premier recensement exhaustif entrant dans le cadre du nouveau dispositif a été réalisé en 2008.

En 2022, la commune comptait 776 habitants, en évolution de +0,39 % par rapport à 2016 (Bas-Rhin : +3,17 %, France hors Mayotte : +2,11 %).
| 1793 | 1800 | 1806 | 1821 | 1831 | 1836 | 1841 | 1846 | 1851 |
| ---- | ---- | ---- | ---- | ---- | ---- | ---- | ---- | ---- |
| 612  | 628  | 604  | 719  | 825  | 826  | 816  | 860  | 819  |

| 1856 | 1861 | 1866 | 1871 | 1875 | 1880 | 1885 | 1890 | 1895 |
| ---- | ---- | ---- | ---- | ---- | ---- | ---- | ---- | ---- |
| 730  | 776  | 834  | 869  | 787  | 790  | 750  | 787  | 801  |

| 1900 | 1905 | 1910 | 1921 | 1926 | 1931 | 1936 | 1946 | 1954 |
| ---- | ---- | ---- | ---- | ---- | ---- | ---- | ---- | ---- |
| 781  | 748  | 717  | 620  | 557  | 554  | 566  | 505  | 461  |

| 1962 | 1968 | 1975 | 1982 | 1990 | 1999 | 2006 | 2008 | 2013 |
| ---- | ---- | ---- | ---- | ---- | ---- | ---- | ---- | ---- |
| 453  | 465  | 440  | 501  | 522  | 606  | 697  | 723  | 764  |

| 2018 | 2022 | - | - | - | - | - | - | - |
| ---- | ---- | - | - | - | - | - | - | - |
| 769  | 776  | - | - | - | - | - | - | - |

## Culture locale et patrimoine

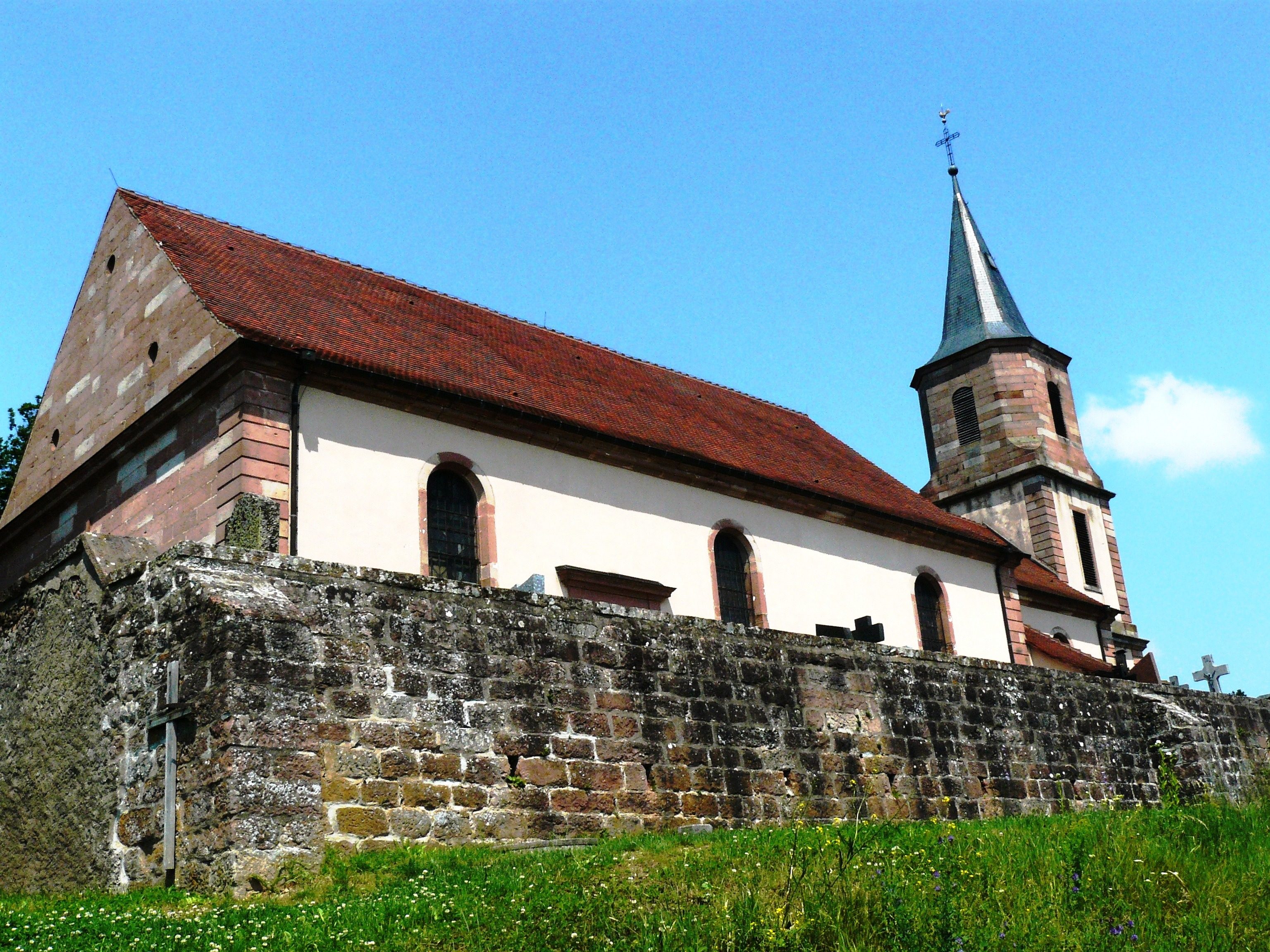
Église Saint-Gilles (Hohwarth).

### Lieux et monuments
Église Saint-Gilles à Hohwarth
L'église de Saint-Gilles se dresse sur une montagne qui est visible de très loin. Il domine le val de Villé. La tradition rapporte la construction mouvementée de l'édifice à la place d'une ancienne chapelle démolie, où furent déposées les reliques de saint Gilles. L'église se dresse sur la colline du Kirchberg depuis 1788 comme l'atteste une pierre angulaire à gauche de la nef et au chœur. L'église se présente comme une vaste construction rectangulaire d'environ 26 m × 15 m, à laquelle est accolée, vers la droite, un second rectangle de 5 × 15 m formant le chœur. Sur ce dernier vint se greffer la tour, clocher carré de 6 × 6 m. Le portail à deux battants s'ouvre sur la façade orientée au sud. Une porte latérale, à l'est, donne également accès à l'édifice qu'éclairent six grandes baies vitrées. C'est à cet endroit que les cisterciens de l'abbaye de Baumgarten proche de Bernardvillé introduisent au XIVe siècle probablement le culte de ce saint auxiliaire invoqué par les paroissiens et pèlerins  pour guérir les maladies de la gorge et des oreilles. Le plafond est décoré d'un tableau de René Kuder peint en 1932 d'une surface de 6 × 4 mètres de forme ovale représentant saint Gilles apparaissant sur un nuage clair, rayonnant de sainteté, accompagné d'un ange.
Chapelle de Saint-Pierre-Bois

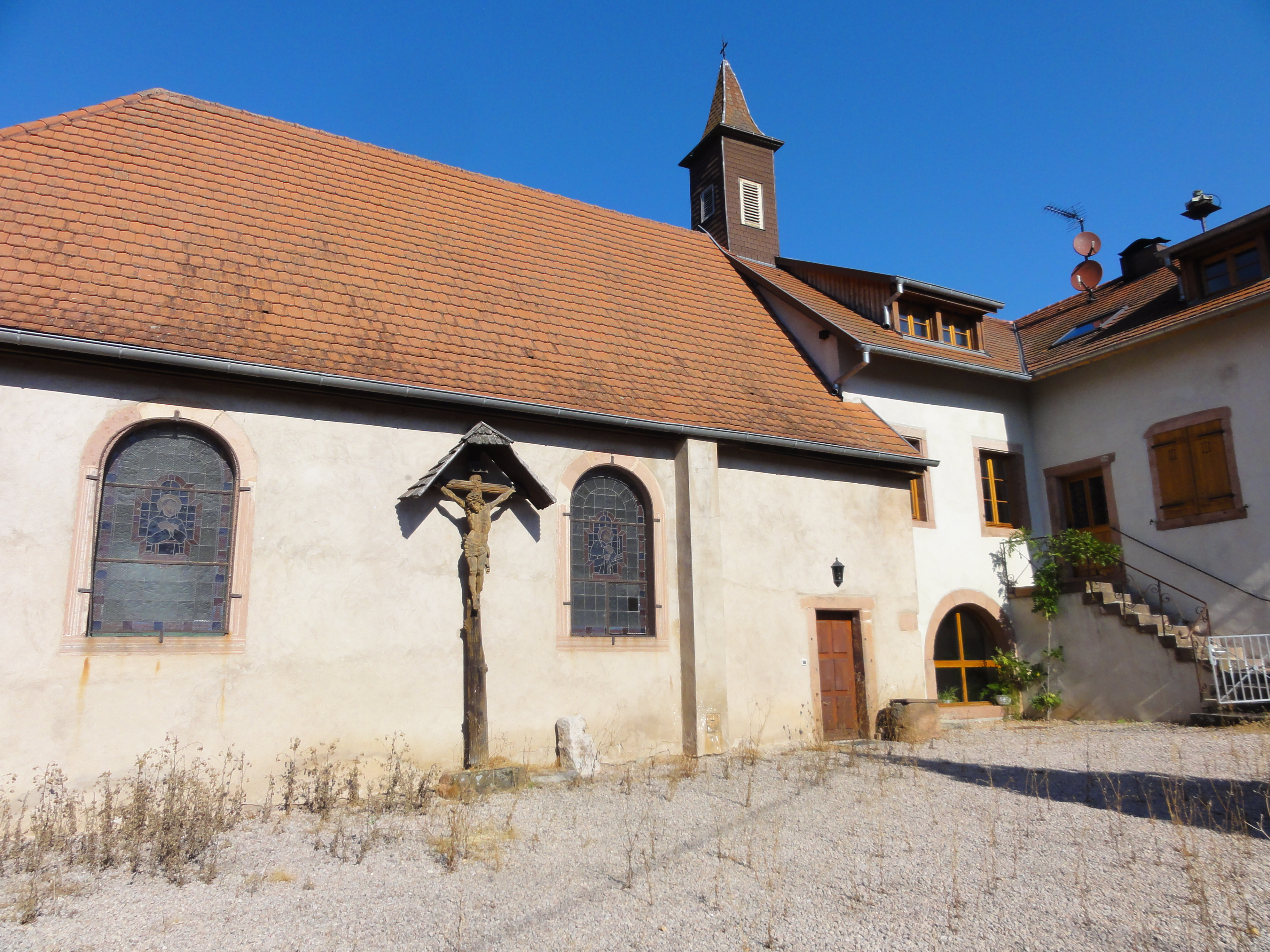
Chapelle de Saint-Pierre-Bois.

Cette chapelle a été aménagée en 1867 afin d'éviter à la population du village de Saint-Pierre-Bois de grimper sur la colline en hiver pour assister aux offices de l'église de Saint-Gilles. Devant la cour du presbytère, on trouve un puits daté de 1759.
Autel du Altkloster
En quittant le hameau de Hohwarth en direction de Barr on peut apercevoir sur le bord du chemin au lieu-dit du Altkloster un autel en plein air dont la construction remonte à 1721. On prétend qu'à cet emplacement furent retrouvées des hosties qui avaient été jetées à la suite d'un vol du calice et du ciboire à l'église de Saint-Gilles le 20 septembre 1717. Ce petit monument trône en bordure de la D 253 à 600 mètres au sud du carrefour avec la CD 203.
Calvaires

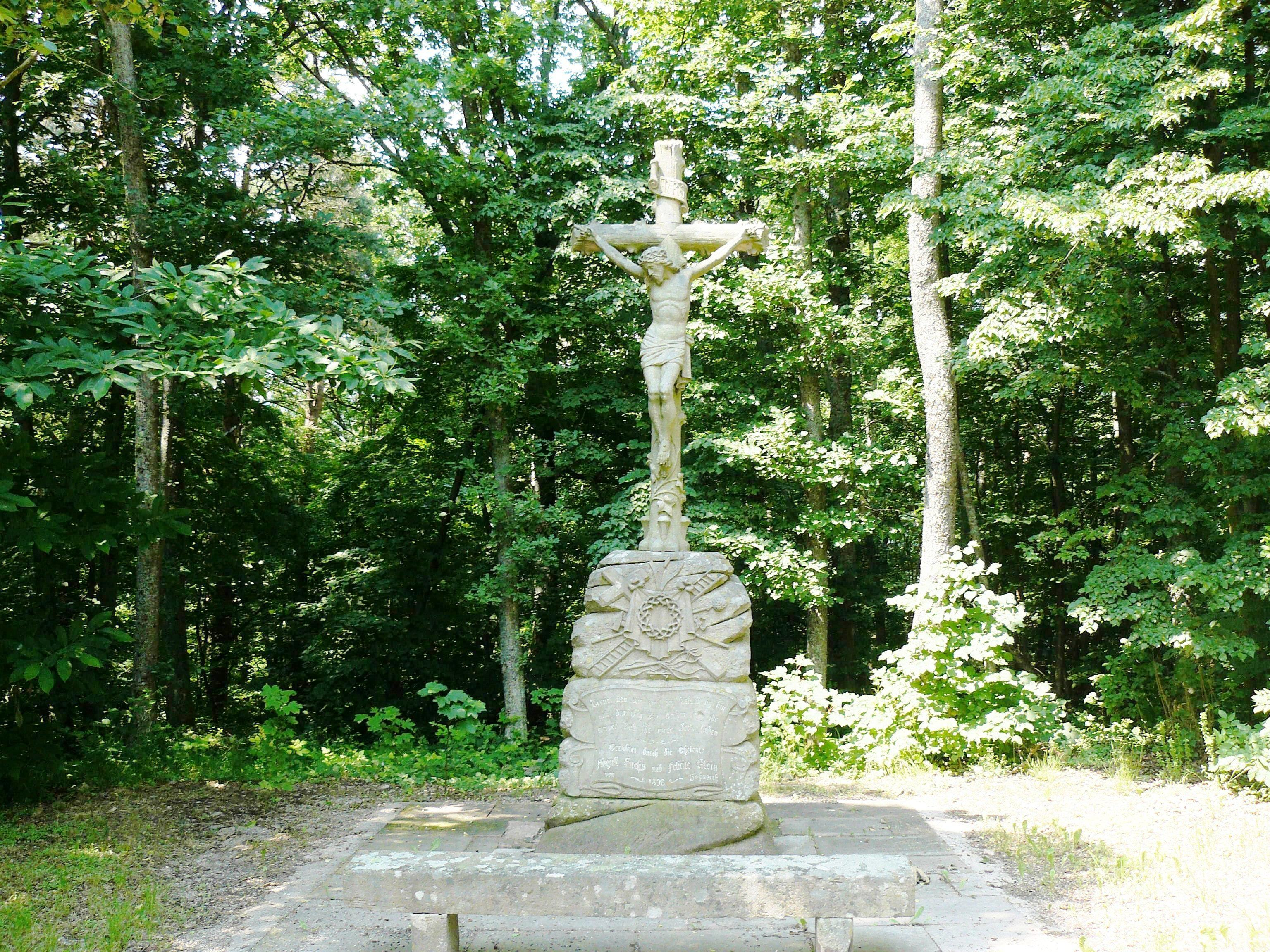
Calvaire érigé par le couple Auguste Fuchs (31/08/1845-05/05/1897)- Félicité Klein (24/05/1848-04/02/1905), natifs de Saint-Pierre-Bois, se trouvant au Hohwarth à côté de l'église Saint-Gilles.

On relève sur le banc de Saint-Pierre-Bois treize calvaires, sept oratoires et un autel de plein air, un bildstock. D'après une chronique du curé Kramer, deux croix auraient été enterrées pendant la Révolution.
Maison des Suédois
La maison des Suédois est une ancienne demeure qui aurait servi de quartier général aux troupes suédoises pendant la guerre de Trente Ans (1616-1648).  C'est l'une des rares maisons au XXe siècle qui a résisté à ce conflit. Le linteau de la porte d'entrée porte la date de construction et un soc de charrue couché. Un linteau de fenêtre porte une date ultérieure, ce qui atteste une transformation de l'édifice. Au début du XXe siècle, la bâtisse comporte encore  quelques tuiles canal médiévales.
Puits à Margelle (Maison des Suédois)
Les puits sont rares dans la vallée, où l'on rencontre plus souvent des fontaines. Ce puits à Margelle, comme la bâtisse qui lui est attenante, est antérieur à la guerre de Trente Ans.
Châteaux de l'Ortenberg et du Ramstein

### Galerie

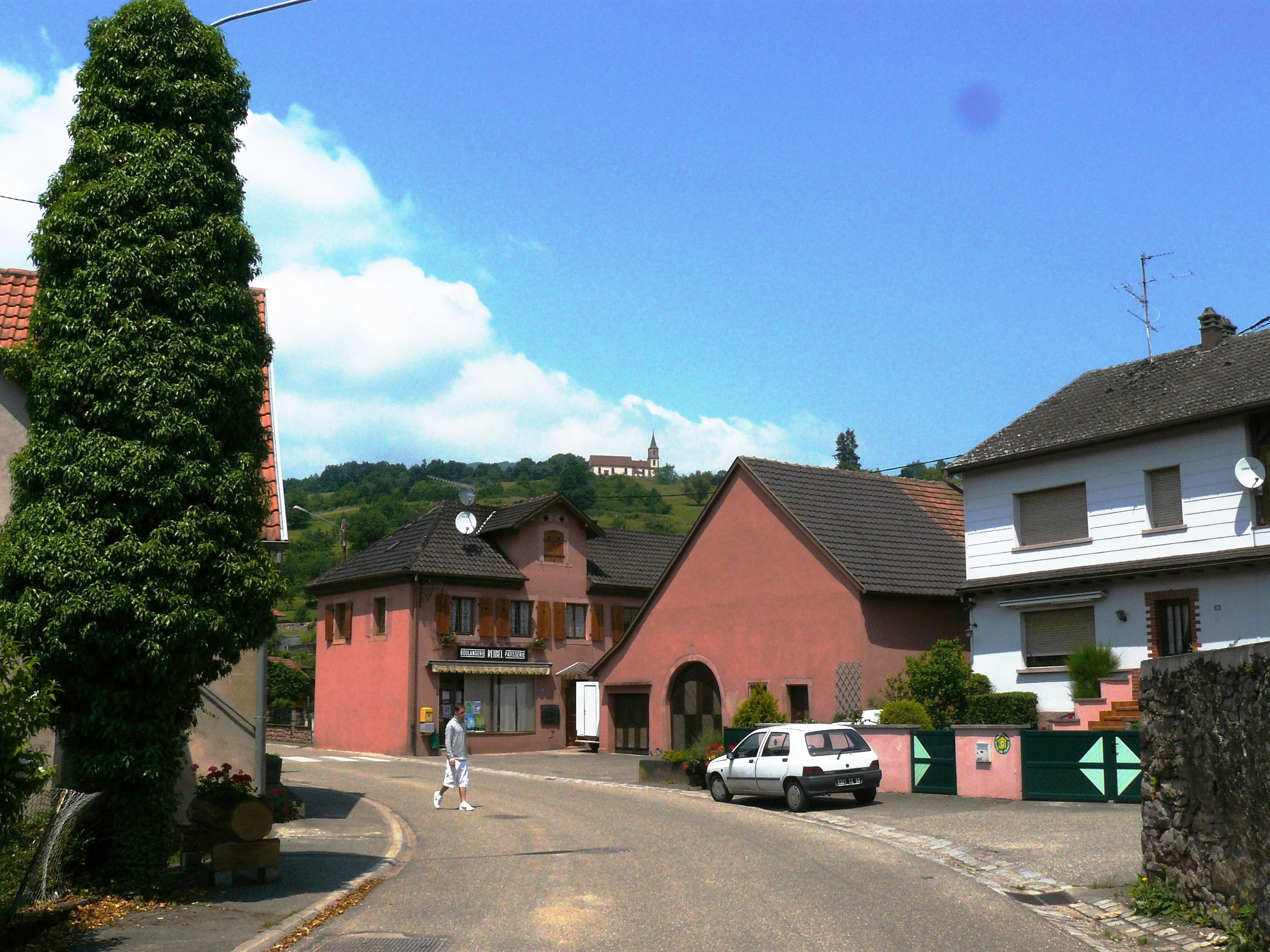
Village de Saint-Pierre-Bois et au loin l'église Saint-Gilles.
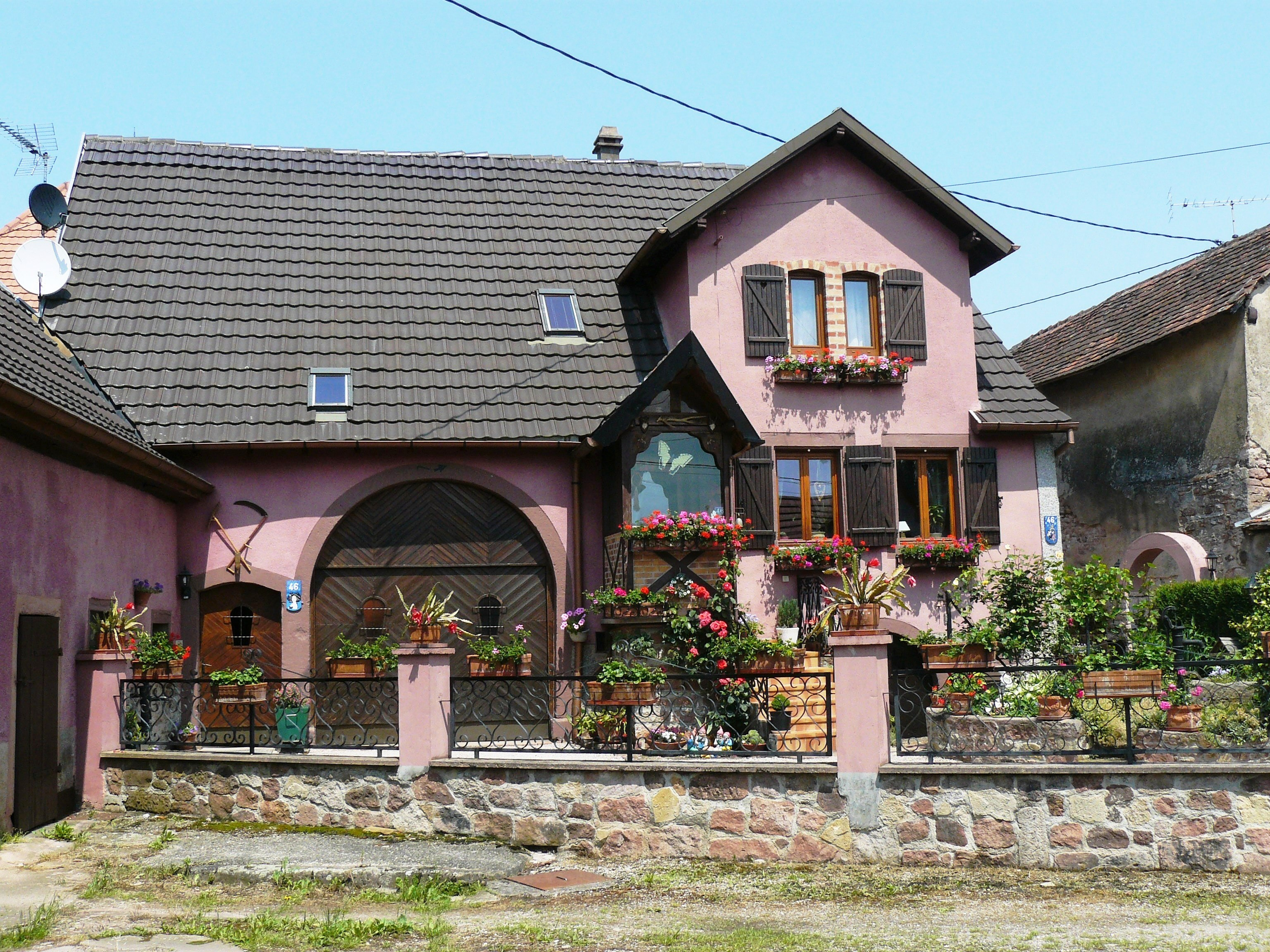
Ancienne maison de viticulteur située sur la rue Principale rénovée et décorée.
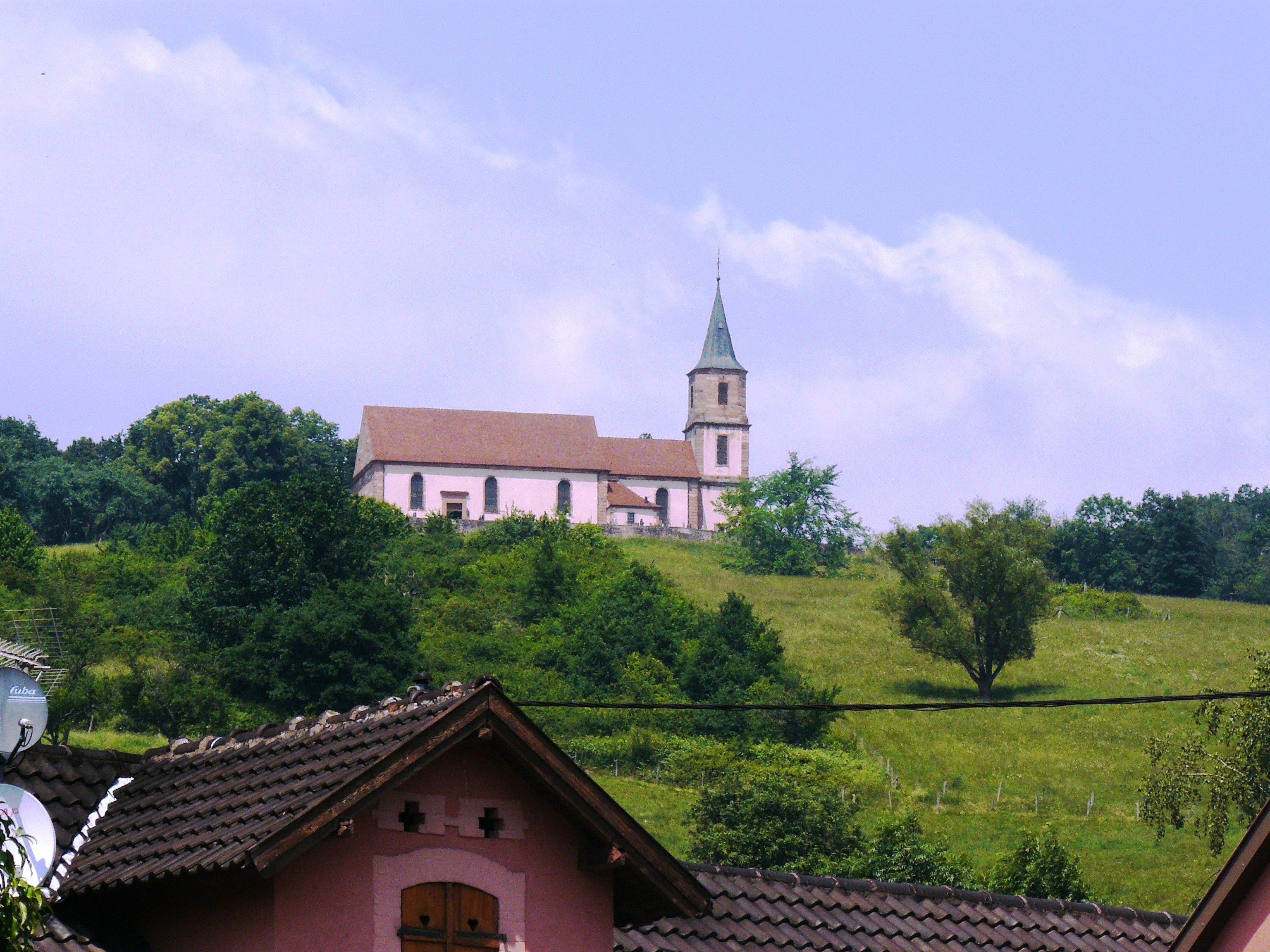
L'église Saint-Gilles vue depuis le village de Saint-Pierre-Bois.
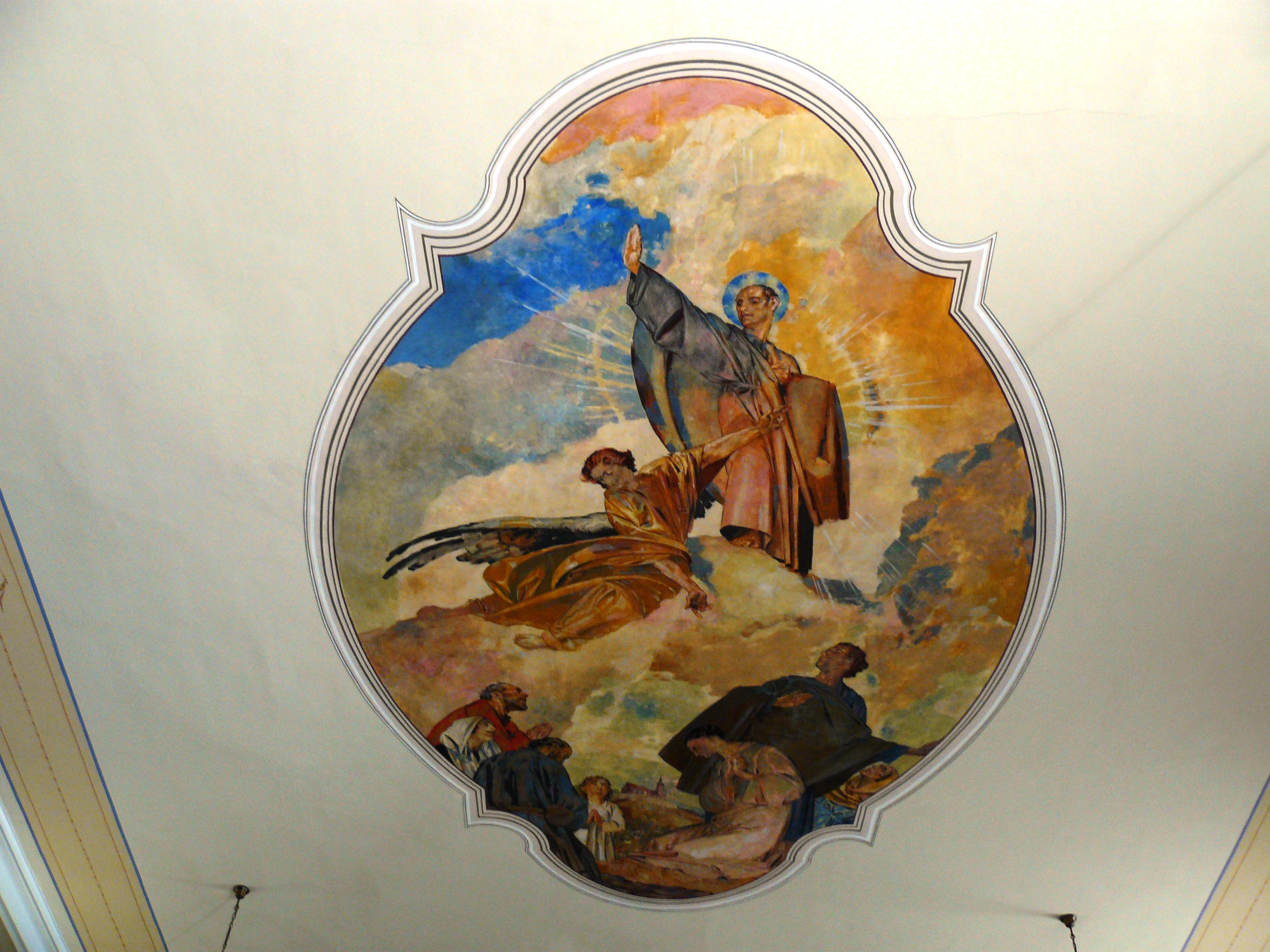
Œuvre du peintre René Kuder se trouvant sur le plafond de la nef de l'église  peint en 1932 et représentant saint Gilles, protecteur du village.
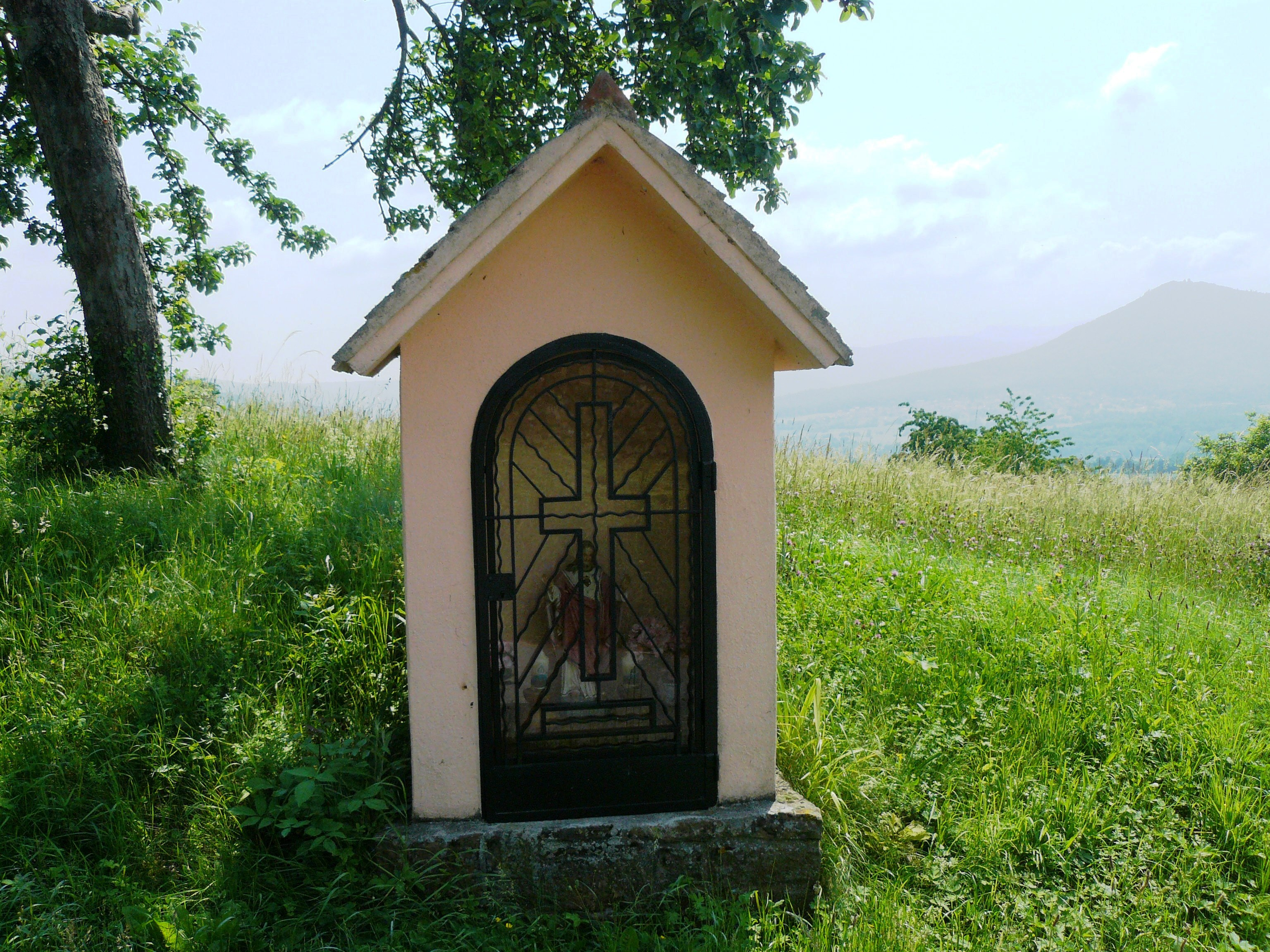
Bildstock au Hohwarth.
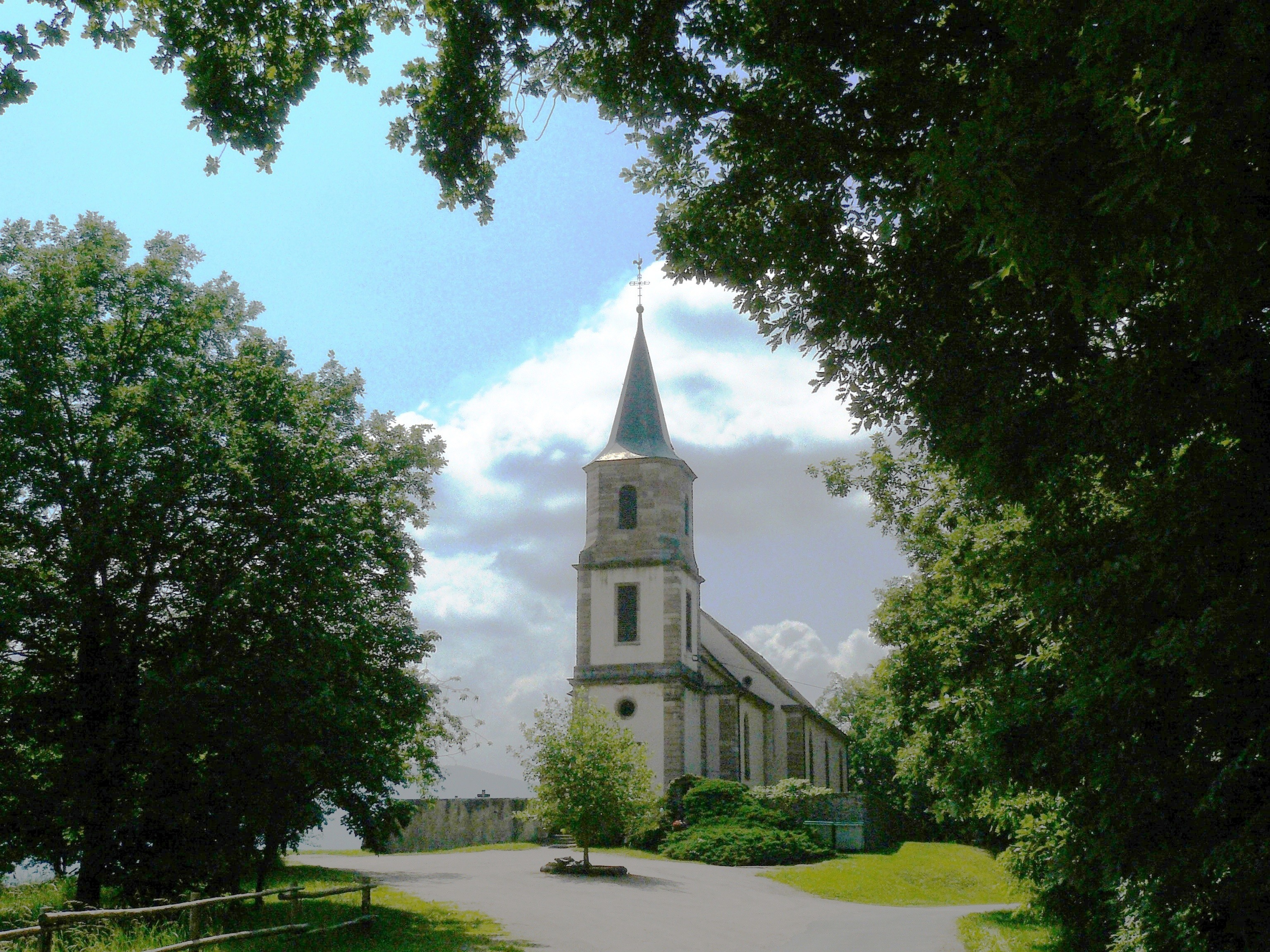
Église Saint-Gilles (Hohwarth) vue par l'arrière.
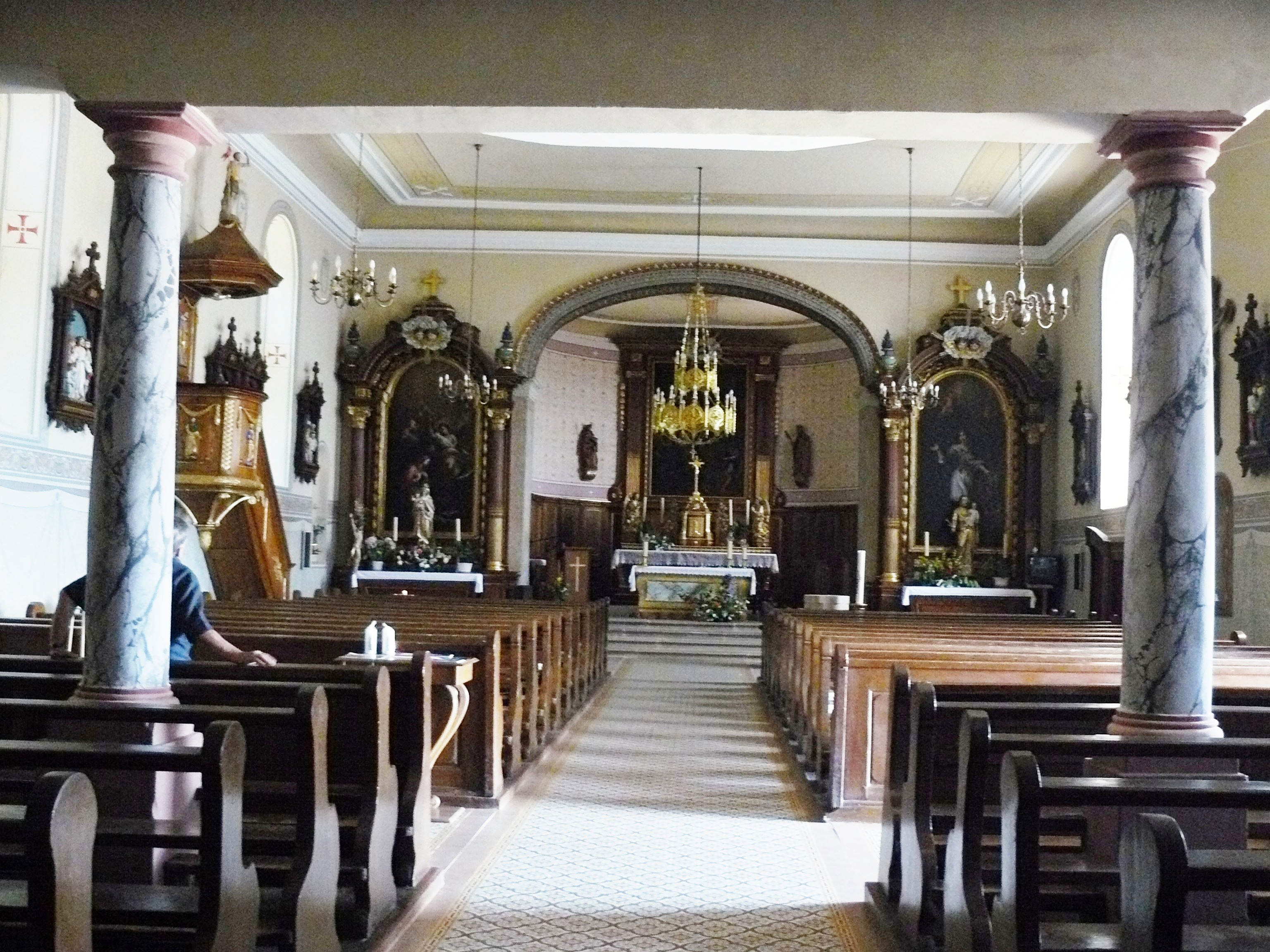
Intérieur de l'église Saint-Gilles de Hohwarth.

### Personnalités liées à la commune
- Jean-André Kramer (° 1806 – † 1867)[réf. nécessaire]

### Héraldique
| Blason de Saint-Pierre-Bois | Blason  | D'argent à un étui de bois au naturel avec sa hachette de vigneron de sable emmanchée aussi de bois au naturel. |
| Blason de Saint-Pierre-Bois | Détails | L'armorial de Communes du Bas-Rhin donne une autre version (non officielle, le choix dépendant de la commune) : « D'argent à une gaine de serpette de sable posée en fasce » dont une représentation est visible ici. |